# Гриффин, Майкл Дуглас
Майкл Дуглас Гриффин (англ. Michael Douglas Griffin; род. 1 ноября 1949, Абердин, штат Мэриленд, США) — бывший руководитель Национального управления США по аэронавтике и исследованию космического пространства.

## Биография
Майкл Дуглас Гриффин (Michael Douglas Griffin) родился 1 ноября 1949 года в городе Абердин, штат Мэриленд, США. Майкл был старшим ребёнком в семье Ричарда Гриффина (Richard Griffin), кадрового военного, служившего на Абердинском испытательном полигоне. Мать Бэрил Гриффин (Beryl Griffin) — преподавала в школе в Гавр-де-Грасе. Детство Гриффин провёл в Абердине, после увольнения отца из армии жил в Вудстоке, штат Вирджиния, и Риме, штат Джорджия, но в конце концов вместе с семьёй вернулся в Абердин, где окончил школу.
Гриффин со школы увлекался физикой и космическими полетами, его любимой детской книжкой была «Детская звездная книга» (A child’s book of Stars), в 1957 году он следил за полётом первого советского спутника. В 1971 году он получил степень бакалавра по физике в университете Джонса Хопкинса (Johns Hopkins University), в 1974 году — степень магистра авиакосмических наук в католическом американском университете в Вашингтоне (Catholic University of America), а в 1977 году Гриффин защитил диссертацию и ему присвоили степень доктора философии (PhD) в Мэрилендском университете в Колледж-парке (University of Maryland, College Park). В 1979 году он получил степень магистра по электротехнике в Южнокалифорнийском университете (University of Southern California), а в 1983 году защитил третий диплом магистра по прикладной физике в университете Джонса Хопкинса. Также Гриффин получил управленческое образование в мэрилендском колледже Лойола (Loyola College) и университете Джорджа Вашингтона (George Washington University).
Свою карьеру Гриффин начал в центре управления полетами имени Годдарда Национального аэрокосмического агентства США (NASA), где в 70-е годы он был диспетчером полётов. Затем он работал старшим инженером в лаборатории NASA по изучению реактивного движения, а также был сотрудником Computer Sciences Corporation. Гриффин исследовал возможность доставки на Землю марсианского грунта и разрабатывал проекты марсианских самоходных аппаратов.
В 1980 году Гриффин стал инженером в лаборатории прикладной физики при университете Джонса Хопкинса, а с 1986 по 1991 год в качестве технического руководителя занимался разработками спутниковых систем противоракетной обороны в рамках Стратегической оборонной инициативы (СОИ или Strategic Defense Initiative, SDI), которую часто называли программой «звездных войн». В августе 1991 года он вернулся в NASA, где до 1994 года был первым заместителем руководителя по исследованиям. Впоследствии, в апреле 2004 года, Гриффин был назначен руководителем космического отделения лаборатории прикладной физики в университете Джонса Хопкинса, занимавшейся разработкой программного и аппаратного обеспечения для космических полётов. Под его руководством лаборатория создавала и испытывала космические аппараты Messenger и New Horizons.
Гриффин занимал руководящие посты в Orbital Sciences Corporation: с лета 1995 до 2000 года он был генеральным директором Space Systems Group, которая разрабатывала отдельные узлы космических аппаратов NASA. С 2000 по 2002 год Гриффин занимал должность исполнительного директора Magellan Systems Division, корпорации занимавшейся разработкой и производством GPS-навигаторов. Помимо этого, он был членом Международной академии астронавтики и Американского общества астронавтики, читал лекции по прикладной математике, разработке космических аппаратов и вычислительной гидродинамике в университетах Мэриленда, Джонса Хопкинса и Джорджа Вашингтона. С 2002 по 2005 год Гриффин был главой In-Q-Tel — финансируемой Центральным разведывательным управлением (ЦРУ) частной компании, которая занималась поиском перспективных технологий для оборонных целей.
Как отмечали СМИ, Гриффин неоднократно критиковал программу шаттлов и Международной космической станции (МКС), выступал за освоение космоса за пределами земной орбиты. Более того, он возглавлял научную группу по разработке рекомендаций по космической программе Джорджа Буша-младшего и предлагал сосредоточиться на программах по полёту человека на Луну и Марс.
В декабре 2004 года руководитель NASA Шон О’Киф (Sean O’Keefe) ушёл в отставку. Этому событию предшествовала катастрофа шаттла «Колумбия» и утверждение новой американской программы освоения космоса, согласно которой шаттлы должны прекратить полёты в 2010 году. 11 марта 2005 года Майкл Гриффин был выдвинут президентом США Джорджем Бушем на пост главы NASA и был назначен на этот пост 14 апреля, после того как Сенат единогласно проголосовал за его кандидатуру. На Гриффина была возложена задача создания новых американских пилотируемых космических аппаратов «Орион», которые должны были заменить собой шаттлы. Кроме того, глава NASA приступил к реализации программы по освоению космоса за пределами земной орбиты. В июле 2006 Гриффин разрешил запуск шаттла «Дискавери» после расследования причин катастрофы «Колумбия». Кроме того, он принял решение о продлении срока службы орбитального телескопа «Хаббл».
На посту руководителя NASA Гриффин столкнулся с проблемами финансирования космических проектов и сокращением кадрового состава агентства. Он был против продления миссий шаттлов, несмотря на охлаждение отношений между США и Россией после войны в Грузии в августе 2008 года, поставившей под вопрос возможность доставки американских астронавтов на МКС при помощи российских «Союзов» в период между выводом из строя шаттлов и первыми пилотируемыми запусками космического корабля «Орион», который разрабатывался в рамках проекта «Созвездие». Глава NASA призвал сократить финансирование американской части программы МКС, заявив, что она лишала денежных средств остальные космические программы США, и это дало ему повод «как никогда пессимистично» относиться к их перспективам. По мнению Гриффина, из-за МКС и шаттлов «американцы продолжают летать вокруг Земли, вместо того чтобы отправиться к звездам». Однако ранее, в 2007 году, он называл МКС «величайшим инженерным чудом» и настаивал на том, чтобы США продолжали сооружение станции. Между тем учёные были недовольны тем, что Гриффин перераспределил деньги с космических исследований (в том числе в области астробиологии) на пилотируемые полеты. Также руководителя NASA критиковали за высказывания о всемирном потеплении, проблему которого он считал незначительной.
После победы кандидата от Демократической партии США Барака Обамы на выборах президента США в ноябре 2008 года стало известно о том, что новая президентская администрация намерена пересмотреть национальную космическую программу. В частности, пресса сообщала, что Обама решил отказаться от создания ракет «Арес» для доставки на орбиту кораблей «Орион» и будет пересматривать бюджет космических исследований. В декабре 2008 года появились слухи о том, что Обама намерен выбрать нового главу NASA, а в январе 2009 года сам Гриффин заявил, что он уже подал заявление об отставке. Руководитель NASA покинул свой пост после инаугурации Обамы 20 января 2009 года. Его преемником в июле 2009 года был назначен Чарльз Болден (Charles Bolden).
В апреле 2009 года Гриффин стал профессором Университета Алабамы в Хантсвилле (University of Alabama in Huntsville) и получил от этого учебного заведения звание «Выдающийся ученый» (eminent scholar). Сообщалось, что он должен читать студентам курсы по механике и авиационно-космическим технологиям.
В 2004 году Гриффин был избран президентом Американского института аэронавтики и космонавтики (American Institute of Aeronautics and Astronautics, AIAA) — самой крупной организации в США, объединяющей специалистов в аэрокосмической отрасли.
Гриффин — сертифицированный пилот-инструктор, он получил лицензию на полёты на одномоторном и многомоторном самолётах, в том числе вслепую и в сложных метеоусловиях. Он является автором множества научных работ и книги по проектированию космических аппаратов (издана в 1991 году).
В 2007 году Гриффин вошёл в список ста самых влиятельных людей планеты по версии журнала The Time. Сам он называл себя «простым аэрокосмическим инженером из маленького городка». Он был награждён медалью министерства обороны США «За выдающиеся общественные заслуги» и медалью NASA «За исключительные достижения».
Гриффин женат на Ребекке (Rebecca) Гриффин — члене совета директоров и исполнительного комитета организации Women in Aerospace (WIA), бывшем члене совета директоров корпорации Unisys. У них четверо детей. Гриффин со школы увлекался гольфом, он радиолюбитель, также ему нравится кататься на горных лыжах и нырять с аквалангом.